# Partido de San Isidro
Partido de San Isidro je okres a obec v Argentině. Nachází se v provincii Buenos Aires, v metropolitní oblasti a aglomeraci Gran Buenos Aires, severozápadně od vlastního Buenos Aires a na jihozápadním pobřeží estuáru Río de la Plata. V roce 2010 zde žilo 292 878 obyvatel, celková rozloha okresu činí 48 km². Partido de San Isidro sousedí na severu s okresem Partido de San Fernando, na západě s okresy Partido de Tigre a Partido de General San Martín a na jihu a jihovýchodě s okresem Partido de Vicente López.
Součástí okresu Partido de San Isidro jsou města San Isidro, které je sídlem okresu, Beccar, Boulogne Sur Mer, Martínez, větší část města Villa Adelina (jeho menší část patří do okresu Partido de Vicente López) a čtvrť Acassuso.
Vznik města San Isidro, potažmo celého okresu, je spojen se vznikem místní katedrály svatého Isidora Rolníka, která se v roce 1706 stala ze soukromé kaple veřejným kostelem. Kolem ní vyrostla osada a pozdější město San Isidro. Stejnojmenný okres byl zřízen v roce 1784. Zbytek oblasti byl dlouhou dobu převážně zemědělského charakteru, své letní vily si zde stavěli i významní občané z blízkého Buenos Aires. Rozvoj výstavby v okrese San Isidro začal koncem 19. století díky přivedení železničních tratí. Postupně se okres stal integrovanou a zcela urbanizovanou součástí metropolitní oblasti Gran Buenos Aires.